# Bobby Doerr
Robert Pershing "Bobby" Doerr (Los Angeles, Califórnia, 7 de abril de 1918 – Junction City Oregon, 13 de novembro de 2017) foi um jogador profissional de beisebol americano. Ele jogou durante toda a sua carreira de 14 anos no Boston Red Sox. Neste período alcançou a marca de 223 home runs, que na época em que jogava era a terceira melhor marca para um segunda-base. Bobby alcançou também a quinta posição para um jogador do Sox em número de corridas impulsionadas com 1247. 
Bobby faleceu no dia 13 de novembro de 2017 aos 99 anos.

## Carreira no beisebol
Bobby Doerr tinha 19 anos de idade quando entrou para as Grande Ligas de Beisebol, em 20 de abril de 1937, já atuando pelo Boston Red Sox. 

## Pós-carreira
Doerr se tornou olheiro do Sox entre 1957 e 1966. Depois foi treinador da primeira base até o ano de 1969. Ele também trabalhou com Carl Yastrzemski na tentativa de melhorar o seu jogo. Bobby teve seu número #1 aposentado pelo Red Sox em 1988, após já ter entrado para o Hall da Fama do Beisebol em 1986. 
Em 2 de agosto de 2007, o Red Sox realizou o "Dia Bobby Doerr" no Fenway Park, onde o ex-jogador fez um desfile de carro, deu o arremesso inicial simbólico e em seguida fez um discurso ao público presente. Após a morte do ex-Yankees e executivo da Liga Americana Lee MacPhail, em novembro de 2012, Doerr se tornou o membro vivo mais velho do Hall da Fama do Beisebol. Doerr ainda participou do 100º aniversário do estádio Fenway Park em 20 de abril de 2012, sendo a pessoa mais velha presente na festa.
Com sua morte, Chuck Stevens (10/07/1918) se torna o membro vivo mais velho do Hall da Fama do Beisebol.

## Números e honras

O número 1 aposentado

### Estatísticas
- Home runs: 223
- Média de rebatidas: 28,8%
- Rebatidas: 2042
- Corridas impulsionadas: 1247

### Premiações
- 9× All-Star (1941, 1942, 1943, 1944, 1946, 1947, 1948, 1950, 1951)
- Camisa número #1 aposentada pelo Boston Red Sox